# I Will Follow

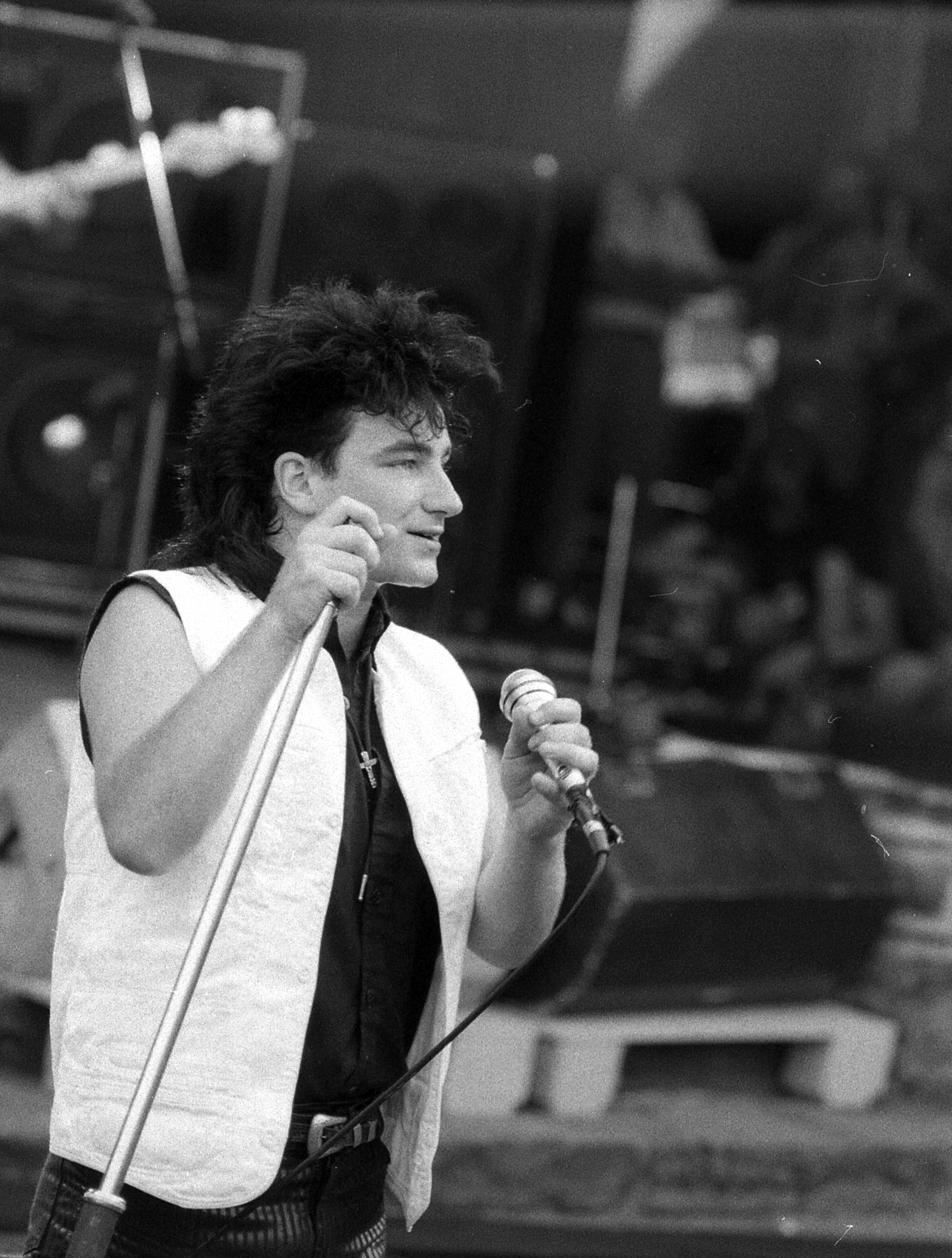
Bono (1983)

I Will Follow ist ein Song der Rockband U2. Es ist der erste Titel auf ihrem Debütalbum Boy und wurde als zweite Single des Albums im Oktober 1980 veröffentlicht. Leadsänger Bono schrieb den Text zu I Will Follow als Hommage an seine Mutter, die starb, als er 14 Jahre alt war.
I Will Follow ist der einzige Song, den U2 auf jeder Tour seit der Veröffentlichung ihres ersten Albums gespielt haben. Die filmische Umsetzung des Songs war das erste Musikvideo von U2, bei dem Meiert Avis in Dublin Regie führte. Der Song wurde fünfmal veröffentlicht, zuerst 1981 in Irland, Großbritannien, Australien und Neuseeland, dann in den Vereinigten Staaten und Kanada, 1982 in den Niederlanden, 1983 mit einer Live-Version des Songs und 2011 mit einer Live-Version des Songs vom Glastonbury Festival 2011.

## Komposition
I Will Follow wurde drei Wochen, bevor U2 mit den Aufnahmen zu Boy begannen, geschrieben. Während der Proben zu dem Song hatte die Gruppe Auseinandersetzungen, da Leadsänger Bono die Aggression des Gitarrenriffs nicht vermitteln konnte, die er sich vorstellte. Schließlich nahm er die Gitarre von The Edge und spielte den Bandmitgliedern einen Zwei-Saiten Akkord vor, der die von ihm gewünschte Dringlichkeit vermitteln sollte. Bono sagte: „Es kam buchstäblich aus einer Art Wut heraus, das Geräusch eines Nagels, der in deinen Frontallappen gehämmert wird“. Bono sagte, dass er den Text aus der Perspektive seiner Mutter Iris schrieb, die 1974 starb, als er 14 Jahre alt war, und dass es um die bedingungslose Liebe einer Mutter zu ihrem Kind ging.
Der Song enthält ein Glockenspiel, das Bono als „unterschwellige instrumentale Färbung“ bezeichnete; es wurde auf seinen Vorschlag hin hinzugefügt und während der Boy-Aufnahme-Sessions von ihm und The Edge gespielt. Für den Mittelteil des Songs nahm der Produzent Steve Lillywhite die Geräusche von Besteck auf, das an den Speichen eines sich drehenden Rades auf einem umgedrehten Fahrrad reibt, und Bono, der Flaschen zerschlägt.

## Liveauftritte
I Will Follow gehört mit über 1000 Aufführungen zu den drei am häufigsten gespielten Songs der Band. Der Song erschien unter anderem auf den Live-Aufnahmen/Filmen Under a Blood Red Sky.

## Rezeption
2005 platzierte Blender den Song auf Platz 214 seiner Liste The 500 Greatest Songs Since You Were Born. Das Magazin schrieb: „Der erste Song auf U2s erstem Album führte den Gitarrensound ein, der ihre Arbeit definieren sollte. […] Der Arena-taugliche Gesang etablierte auch Bonos Markenzeichen, die lyrische Ernsthaftigkeit, einer der Gründe, warum der Song ein Fan-Favorit und ein Standard der letzten Touren der Band bleibt.“

## Trivia
Der Song ist in dem 2015 erschienenen Musik-Videospiel Rock Band 4 enthalten.